# Perfall (Adelsgeschlecht)

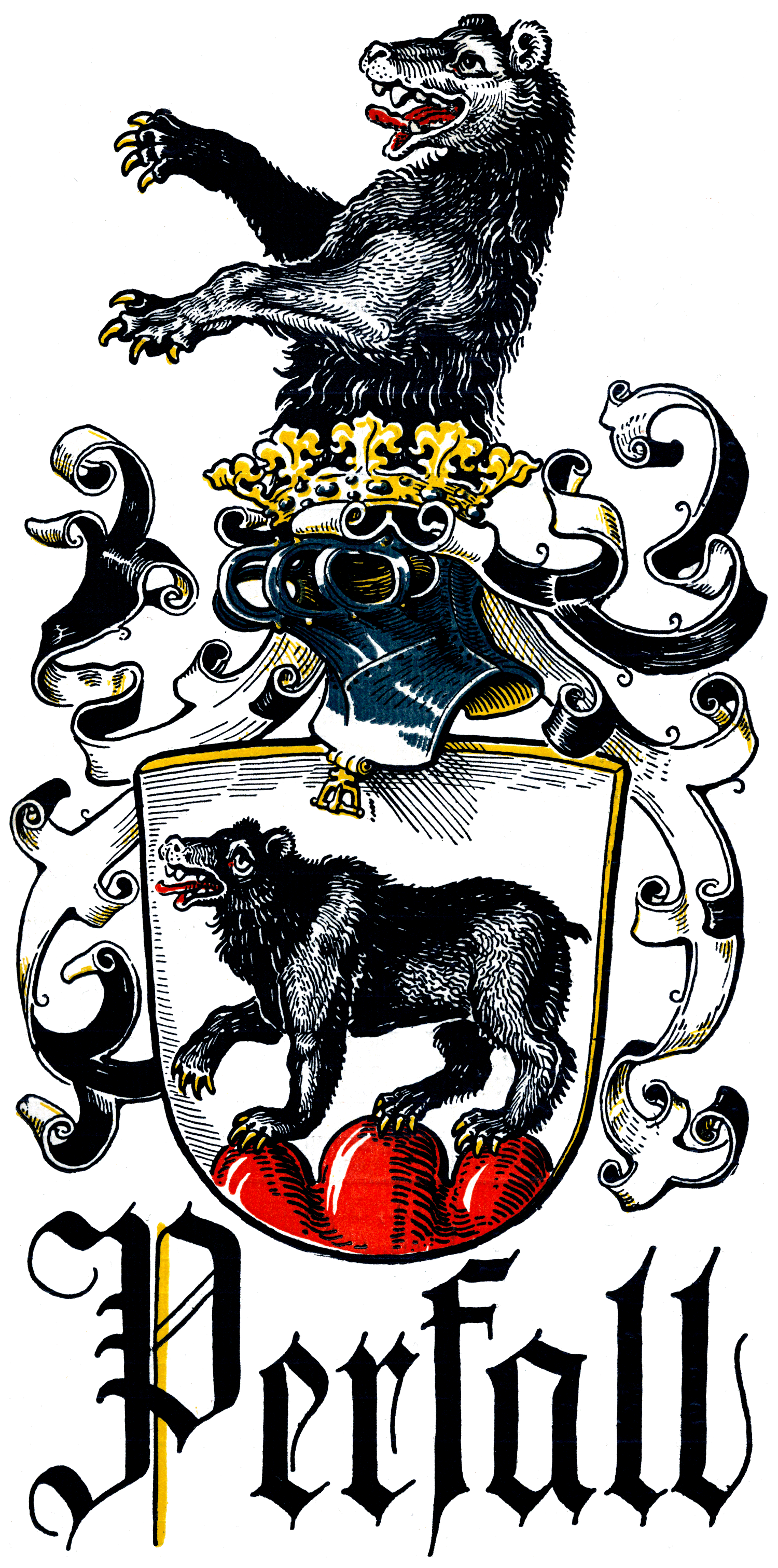
Wappen derer von Perfall im Münchener Kalender von Otto Hupp, 1925

Perfall ist der Name eines alten bayerischen Adelsgeschlechts. Stammsitz der Herren von Perfall war das gleichnamige Gut Perfall im Ahamer Moos bei Wasserburg am Inn. Zweige der Familie bestehen bis heute. 

## Geschichte

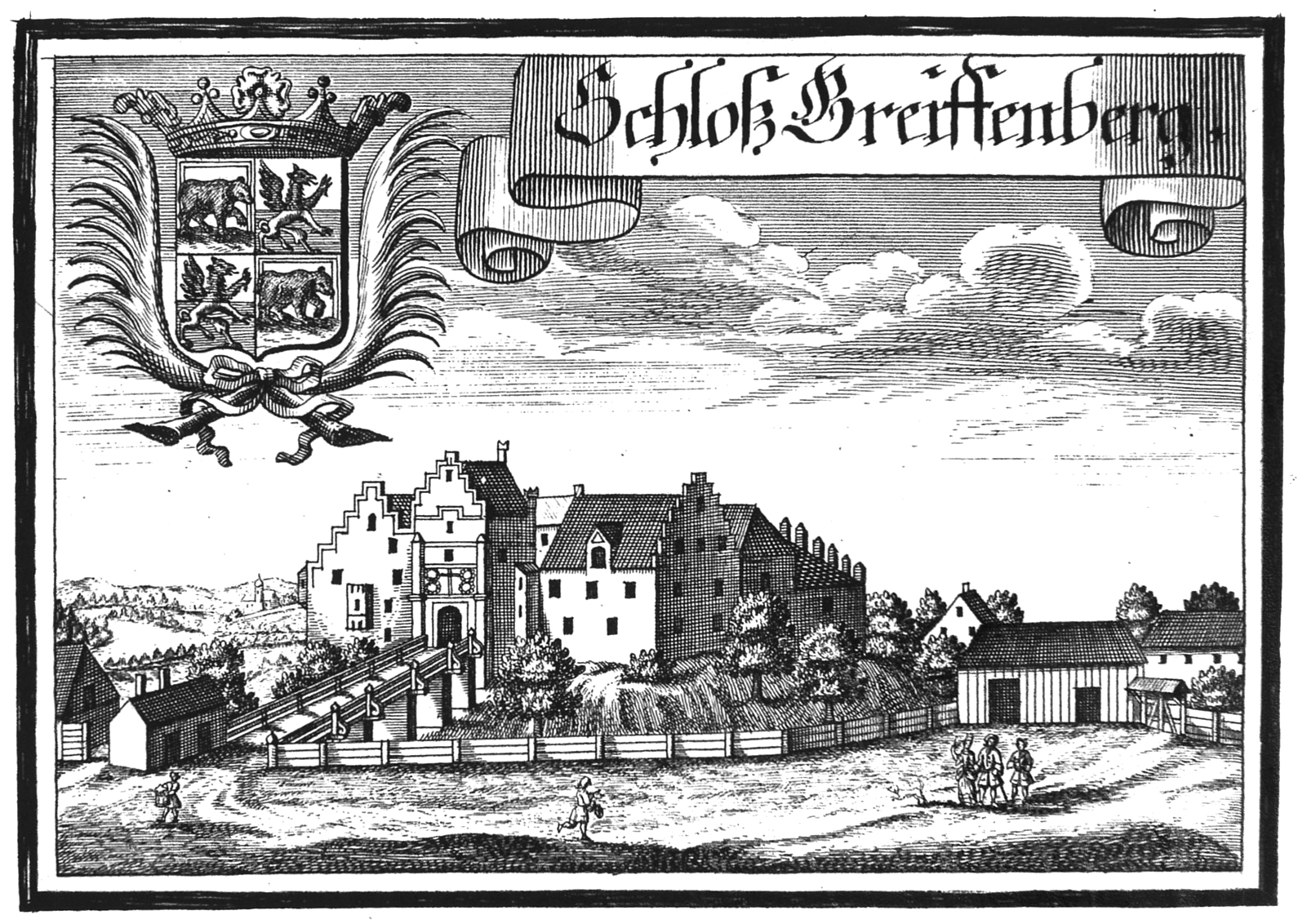
Schloss Greifenberg in der zweiten Hälfte des 17. Jahrhunderts, nach einem Kupferstich von Michael Wening

Das Geschlecht erscheint urkundlich erstmals 1355 mit Ulrich dem Pervaller. Die Angehörigen nannten sich zunächst nur die Perfaller. Während des 14., 15. und 16. Jahrhunderts war es im süddeutschen Adel durchaus üblich, den Herkunftsnamen adjektivistisch zu nennen, statt ihm das Prädikat von zu geben.
Benedikt Perfaller erscheint 1422 in Wasserburg und Erhard der Perfaller erwarb 1478 aus dem Eigentum der bayerischen Herzöge das Gut Greifenberg nahe dem Ammersee mit Schloss, das seine Nachkommen im 19. Jahrhundert zum Fideikommiss machten. Weitere Herrschaften, wie Pehl, Schenkenau und Freienhausen, kamen im Laufe der Zeit in den Familienbesitz. Sie gingen aber bald, wie auch der ursprüngliche Stammsitz Perfall, durch Erbgang in weiblicher Linie bzw. durch Verkauf wieder verloren.
Das Geschlecht hat bedeutende Angehörige hervorgebracht, die vor allem in bayerischen Hof- und Militärdiensten standen. Seit 1685 besitzt die Familie den Freiherrenstand, durch kurbayerische Verleihung an Johann Ferdinand von Perfall.

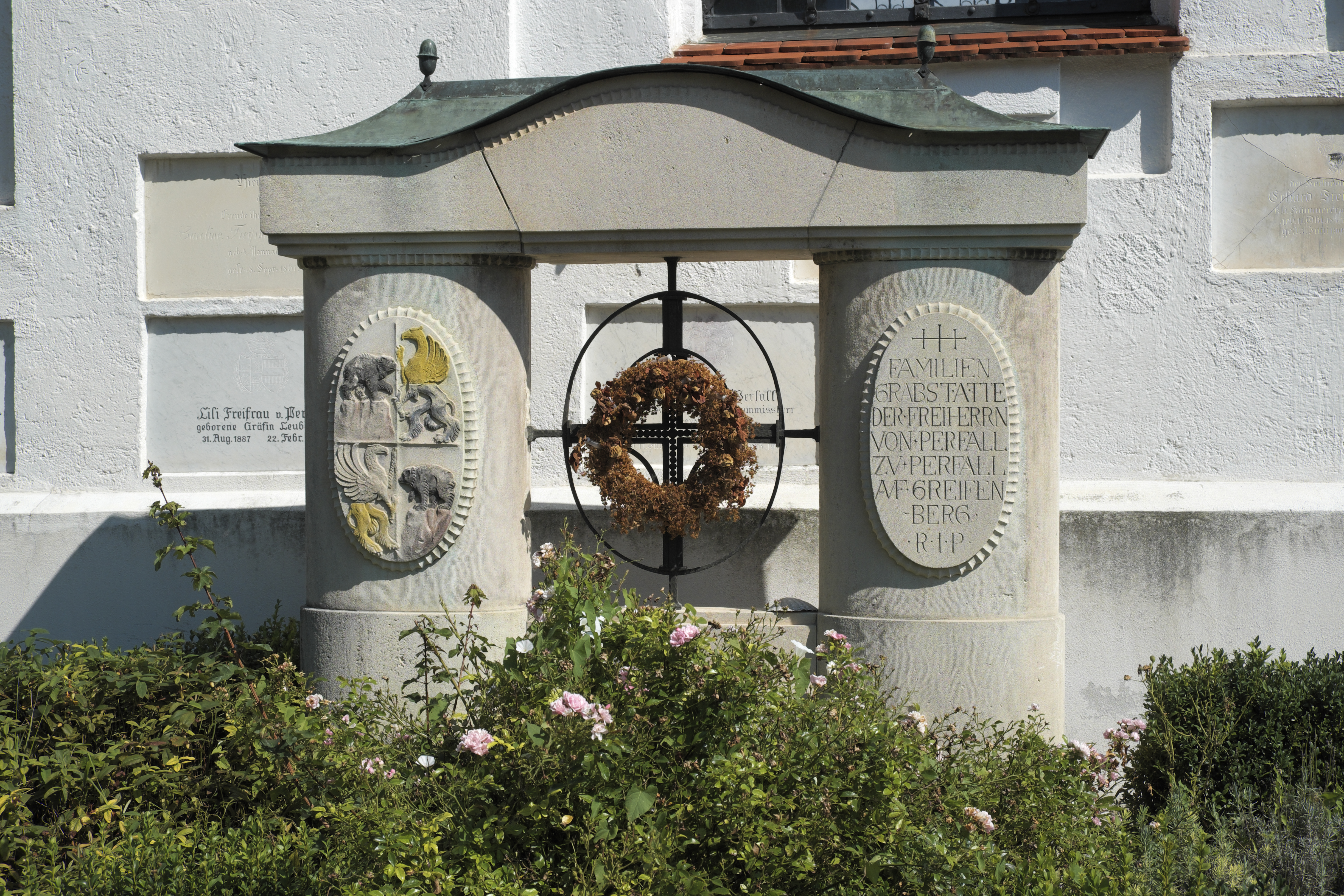
Friedhof St. Michael in Greifenberg-Beuern: Familien-Grabstätte Perfall

Auf dem Friedhof Greifenberg (Ortsteil Beuern!) befindet sich neben der „Familiengrabstätte der Freiherrn von Perfall zu Perfall auf Greifenberg“ eine Gedenktafel an das „Freyherrlich v. Perfallische Familienbegräbnis“ aus dem Jahr 1834. Hier finden sich auch etliche Epitaphe der weiblichen Familienmitglieder.

## Wappen

Wappen von Greifenberg

- Das Stammwappen zeigt in Silber auf roten Dreiberg einen schreitenden schwarzen Bären. Auf dem Helm der Bär wachsend. Die Helmdecken sind schwarz-silbern.
- Das Freiherrliche Wappen von 1685 ist geviert, Felder 1 und 4 das Stammwappen, 2 und 3 in von Gold und Blau geteiltem Feld ein einwärts gekehrter Greif in verwechselten Farben. Zwei Helme, rechts der Stammhelm, auf dem linken mit blau-goldenen Decken der Greif wachsend.

Darstellungen in Siebmachers Wappenbüchern

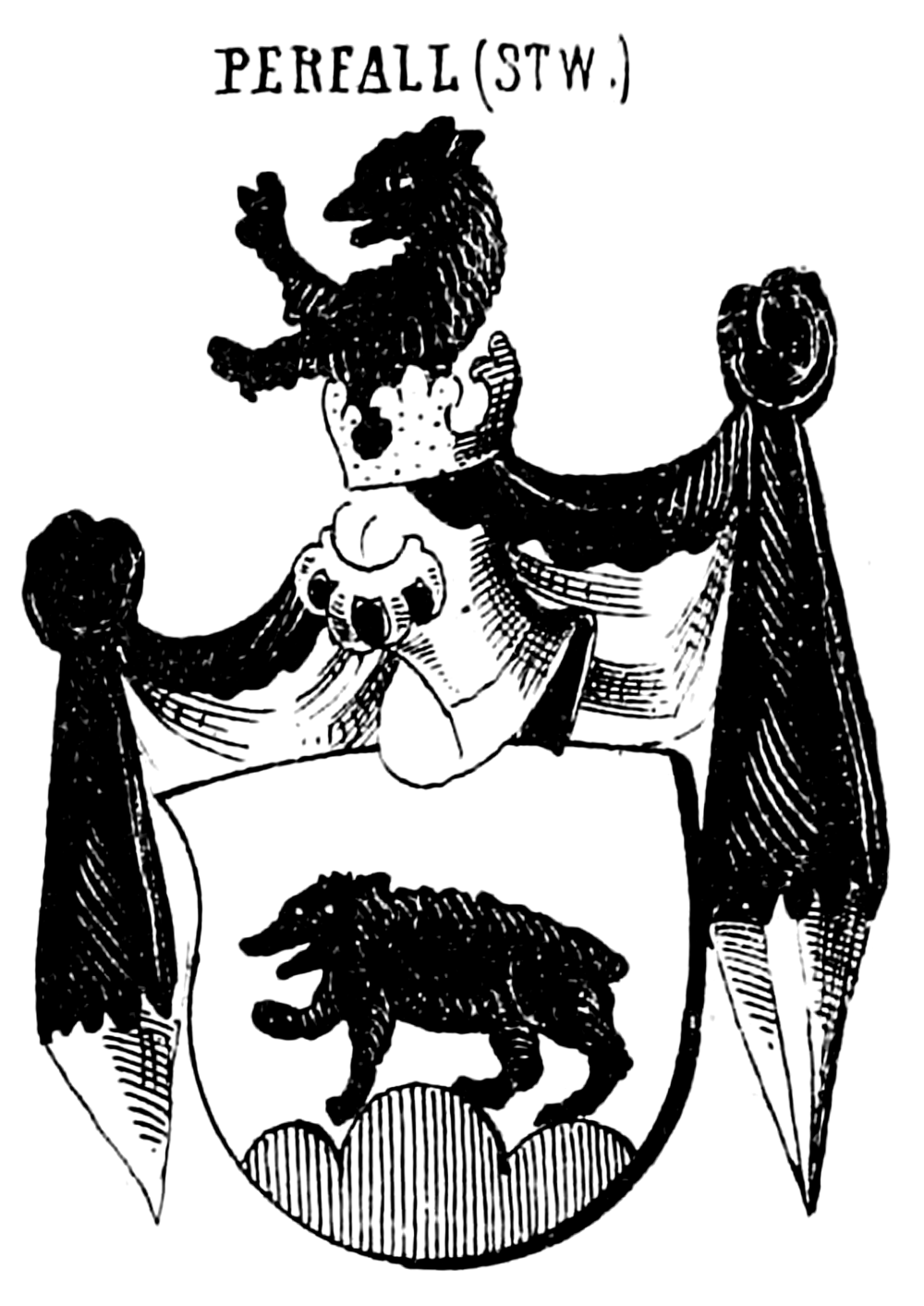
Stammwappen derer von Perfall
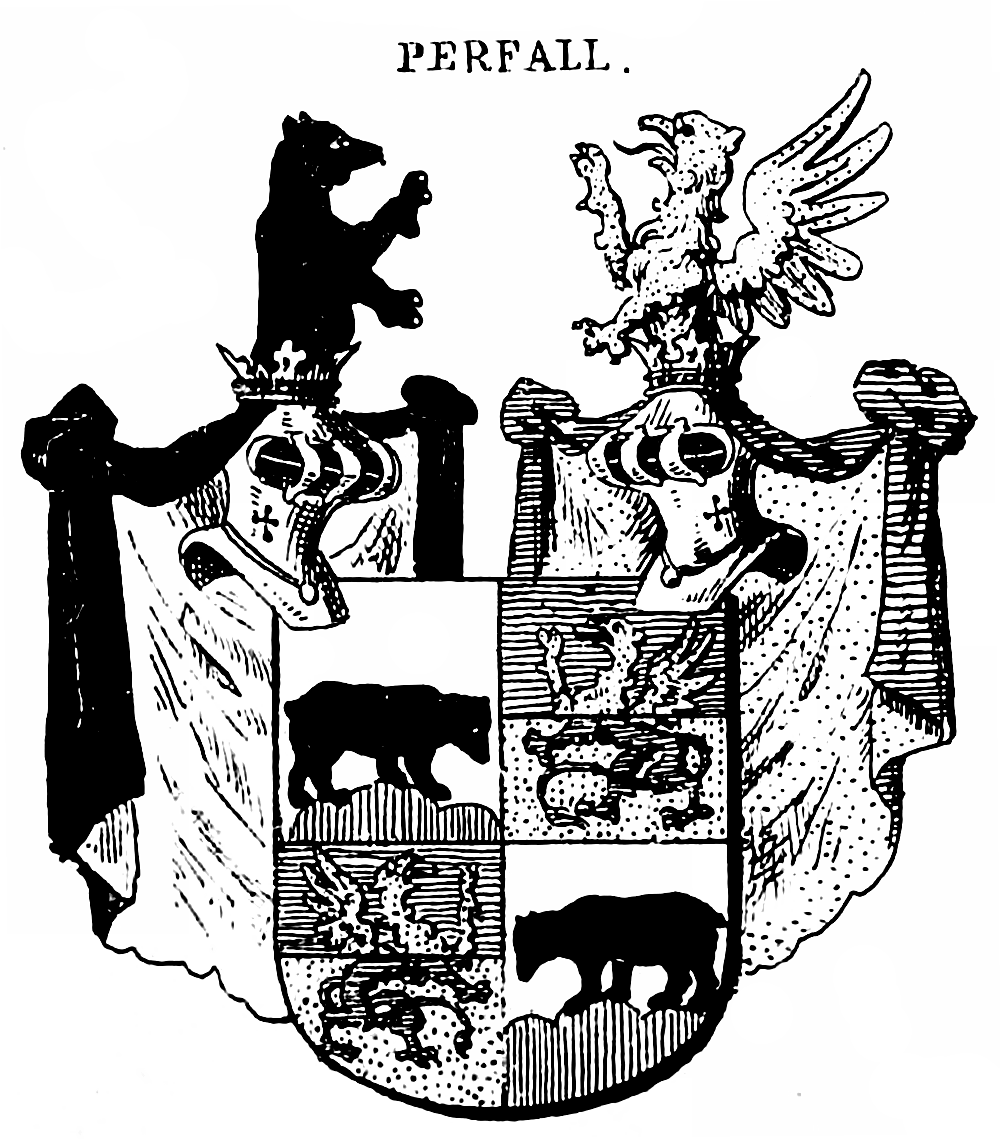
Wappen der Freiherren von Perfall (1685)

Dreiberg und Bär aus dem Wappen der Familie Perfall erscheint noch heute im Gemeindewappen von Greifenberg.

## Bekannte Familienmitglieder
- Johann Maximilian Joseph von Perfall (1682–1752), kurfürstlicher Kämmerer, Hofrat, Oberhofmeister und Alchemist
- Emanuel Maximilian von Perfall (1717–1790), Sohn von Maximilian Joseph, kurfürstlicher Kämmerer, Rentkammerrat und Hofkammerrat
- Maximilian von Perfall (1759–1792), kurfürstlicher Kämmerer und Regierungsrat
- Emanuel von Perfall (1786–1854), bayerischer Kämmerer und Major
- Maximilian von Perfall (1814–1877), Hofopernintendant
- Karl von Perfall (1824–1907), Jurist, Komponist und Intendant der bayerischen Hoftheater
- Erhard von Perfall (1844–1909), bayerischer Kammerherr
- Ludwig von Perfall (1851–1910), bayerischer Generalmajor und Kämmerer
- Karl von Perfall (1851–1924), Schriftsteller und Kunstkritiker
- Anton von Perfall (1853–1912), Bruder von Karl, bayerischer Heimat- und Jagdschriftsteller ⚭ Magda Irschick (1871–1935), österreichische Schauspielerin
- Emanuel von Perfall (1853–1943), bayerischer Oberst, Kammerherr und Hofmarschall des Prinzen Leopold von Bayern
- Julie von Perfall (1858–1926), Musikerin und Schauspielerin ⚭ Otto Hierl-Deronco
- Franz von Perfall (1879–1966), deutscher Forstwirt und Gutsbesitzer
- Erich von Perfall (1882–1961), Sohn von Karl, Maler in Düsseldorf
- Gustav von Perfall (1883–1969), deutscher Generalleutnant
- Magdalena von Perfall (1883–1940), Staatsschauspielerin ⚭ Josef Achmann
- Manuela von Perfall (1952–2018), Schriftstellerin